# Tabanus sexcinctus
Tabanus sexcinctus är en tvåvingeart som beskrevs av Ricardo 1911. Tabanus sexcinctus ingår i släktet Tabanus och familjen bromsar. Inga underarter finns listade i Catalogue of Life.